# Episodi di Hello Ladies
La prima e unica stagione della serie televisiva Hello Ladies è stata trasmessa negli Stati Uniti in prima visione sul canale via cavo HBO dal 29 settembre al 13 novembre 2013.
In Italia è andata in onda in prima visione sul canale satellitare Sky Atlantic dal 22 giugno al 10 agosto 2015.
| nº | Titolo originale | Titolo italiano              | Prima TV USA      | Prima TV Italia |
| -- | ---------------- | ---------------------------- | ----------------- | --------------- |
| 1  | Pilot            | Ehilà, ragazze!              | 29 settembre 2013 | 22 giugno 2015  |
| 2  | The Limo         | La limo                      | 6 ottobre 2013    | 29 giugno 2015  |
| 3  | The Date         | L'arte della conquista       | 13 ottobre 2013   | 6 luglio 2015   |
| 4  | The Dinner       | La cena                      | 20 ottobre 2013   | 13 luglio 2015  |
| 5  | Pool Party       | Pool Party                   | 27 ottobre 2013   | 20 luglio 2015  |
| 6  | Long Beach       | Una lunga notte a Long Beach | 3 novembre 2013   | 27 luglio 2015  |
| 7  | The Wedding      | Mister bravo ragazzo         | 10 novembre 2013  | 3 agosto 2015   |
| 8  | The Drive        | Sogni svaniti                | 17 novembre 2013  | 10 agosto 2015  |